# 张全 (1919年)
张全（1919年12月24日—），广东南海人。中华人民共和国政治人物、工程师、中国民主建国会会员。

## 生平
1937年，张全在天津庄明权磅厂担任学徒，后在天津鸭下制作所、天津义聚铁工厂、天津关商会度量衡厂、张家口张修械厂任钳工组长。1947年，在沈阳开平磅厂分厂任技术负责人，1949年任沈阳德克衡器厂经理。1954年该厂公私合营后，他出任副厂长、工程师、总工程师。1956年后，任沈阳市天平仪器厂副厂长、工程师、总工程师。1965年，中国将研制三吨大型高精度天平交给沈阳天平仪器厂，他设计将承托横梁改为弹簧压缩传动衡量，1967年实验成功。文化大革命期间受到冲击。1975年重新起用，随后他实验成功3吨大计量高精度天平。1980年9月，中华人民共和国第三机械工业部鉴定其3吨百万分之一的天平达到国际水平，1983年被评为三机部优质产品。1979年后，他担任沈阳市人大常委会副主任。此外他还是第三、五、六、七届全国人大代表。